# Сотка-21
Сотка-21 (рос. Сотка-21) — печера в Архангельській області, на Біломорсько-Кулойському плато європейської півночі Росії. Карстова печера горизонтального типу простягання. Загальна протяжність — 710 м. Глибина печери становить 14 м. Категорія складності проходження ходів печери — 2Б.